# Bou Saâda
Pour les articles homonymes, voir Saada.
Bou Saâda, Bou Saada ou Boussada (en arabe : بوسعادة,) est une commune de la wilaya de M'Sila, située à 69 km au sud-ouest de M'Sila et à 241 km au sud-est d'Alger. Bou Saâda est aussi surnommée « cité du bonheur », ou encore « porte du désert » étant l'oasis la plus proche du littoral algérien. Les communes d'El Hamel et de Oultem dépendent de la daïra de Bou Saâda.

## Géographie

### Localisation
Bou-Saâda est située au sud-ouest du Hodna dans les Hauts Plateaux, au pied des monts des Ouled Naïl de l'Atlas saharien. Elle est distante de la capitale Alger de 250 km par les gorges de Lakhdaria et de 237 km par les monts de Tablat.

### Relief, géologie, hydrographie

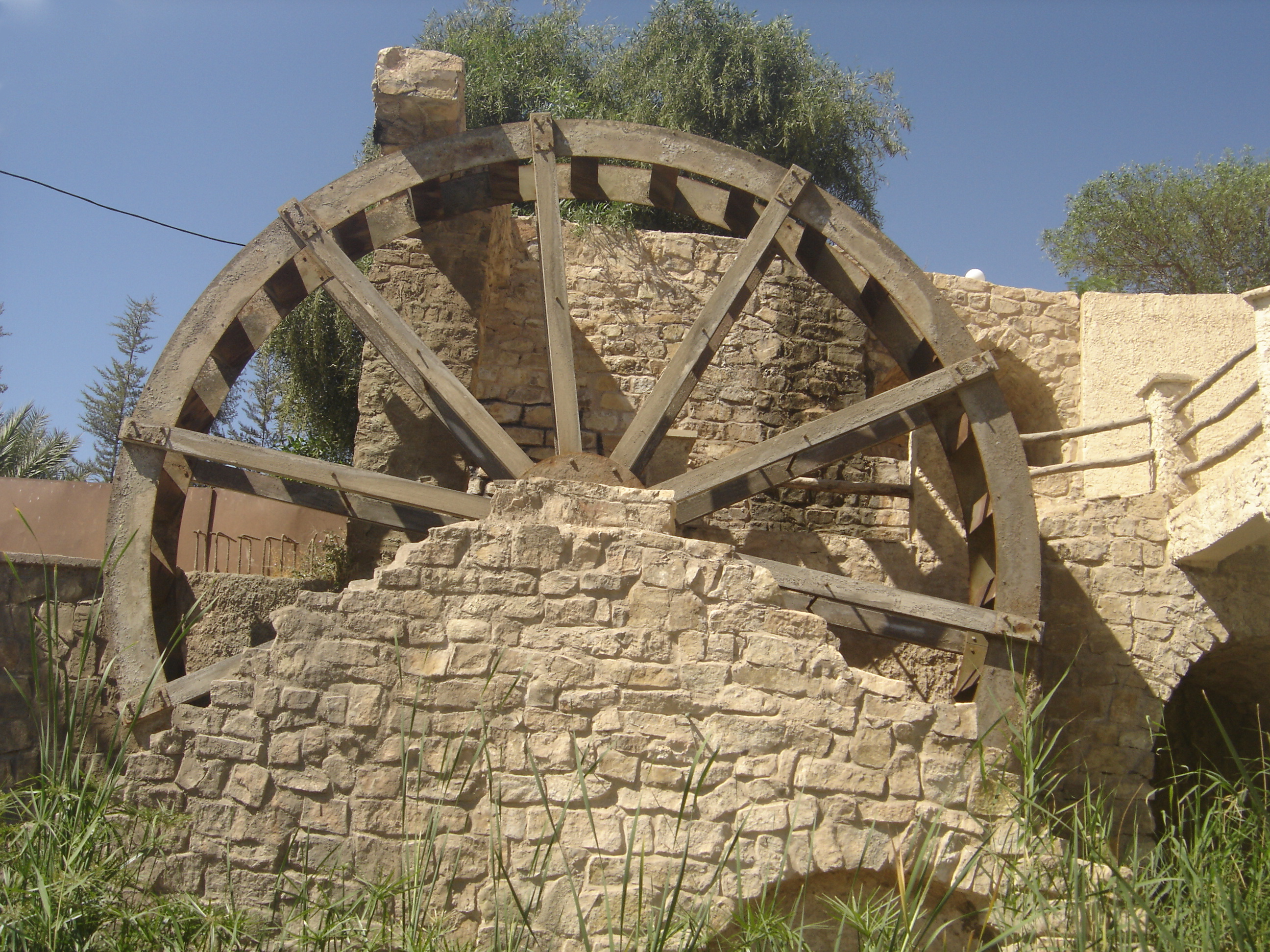
Copie de la roue du Moulin Benlamri au centre-ville de Bou Saâda.

### Communes limitrophes
| Ouled Sidi Brahim | Ouled Sidi Brahim, Maarif | Maarif     |
| Tamsa             | Bou-Saâda                 | El Houamed |
| El Hamel          | El Hamel, Oultem          | Oultem     |

### Climat
Chaleur estivale, rigueur hivernale, pluies rares mais régulières et neige sur les monts parfois.[réf. nécessaire]
| Mois                              | jan. | fév. | mars | avril | mai  | juin | jui. | août | sep. | oct. | nov. | déc. |
| --------------------------------- | ---- | ---- | ---- | ----- | ---- | ---- | ---- | ---- | ---- | ---- | ---- | ---- |
| Température minimale moyenne (°C) | 3,7  | 4,6  | 7,4  | 11,7  | 16,2 | 21,1 | 24,7 | 24,1 | 19,4 | 14,7 | 8,7  | 5,4  |
| Température moyenne (°C)          | 9,2  | 10,7 | 14,4 | 18,1  | 23,1 | 28,7 | 32,5 | 31,7 | 25,9 | 20,8 | 13,9 | 10,3 |
| Température maximale moyenne (°C) | 14,6 | 16,7 | 21,3 | 24,5  | 30   | 36,3 | 40,2 | 39,3 | 32,4 | 26,9 | 19,1 | 15,1 |
| Précipitations (mm)               | 34   | 22   | 29   | 25    | 25   | 14   | 4    | 14   | 24   | 24   | 32   | 35   |

| Diagramme climatique                                  |           |           |            |          |            |           |            |            |            |           |           |
| J                                                     | F         | M         | A          | M        | J          | J         | A          | S          | O          | N         | D         |
| 14,63,734                                             | 16,74,622 | 21,37,429 | 24,511,725 | 3016,225 | 36,321,114 | 40,224,74 | 39,324,114 | 32,419,424 | 26,914,724 | 19,18,732 | 15,15,435 |
| Moyennes : • Temp. maxi et mini °C • Précipitation mm |           |           |            |          |            |           |            |            |            |           |           |

### Lieux-dits, quartiers et hameaux
Les quartiers de Bou-Saâda sont El Zoqm, El Aargoub, El Nakhla, El Aichacha, El Guisar, Haret Chorfa, Ramlaya, Ouled Hmaïda, Diar Jded, Lomamine, El Qaissa, la cité 19 juin, la Cadatte, Staïh, 110 (110 logement), le Plateau, l'Ouet, la Route Nationale (Tirigue Nationale), ElKoucha, Sidi Slimane, Dachra el Gueblia, El Batten, et Ghaza regroupant les nouvelles constructions d'immeubles.

### Transports

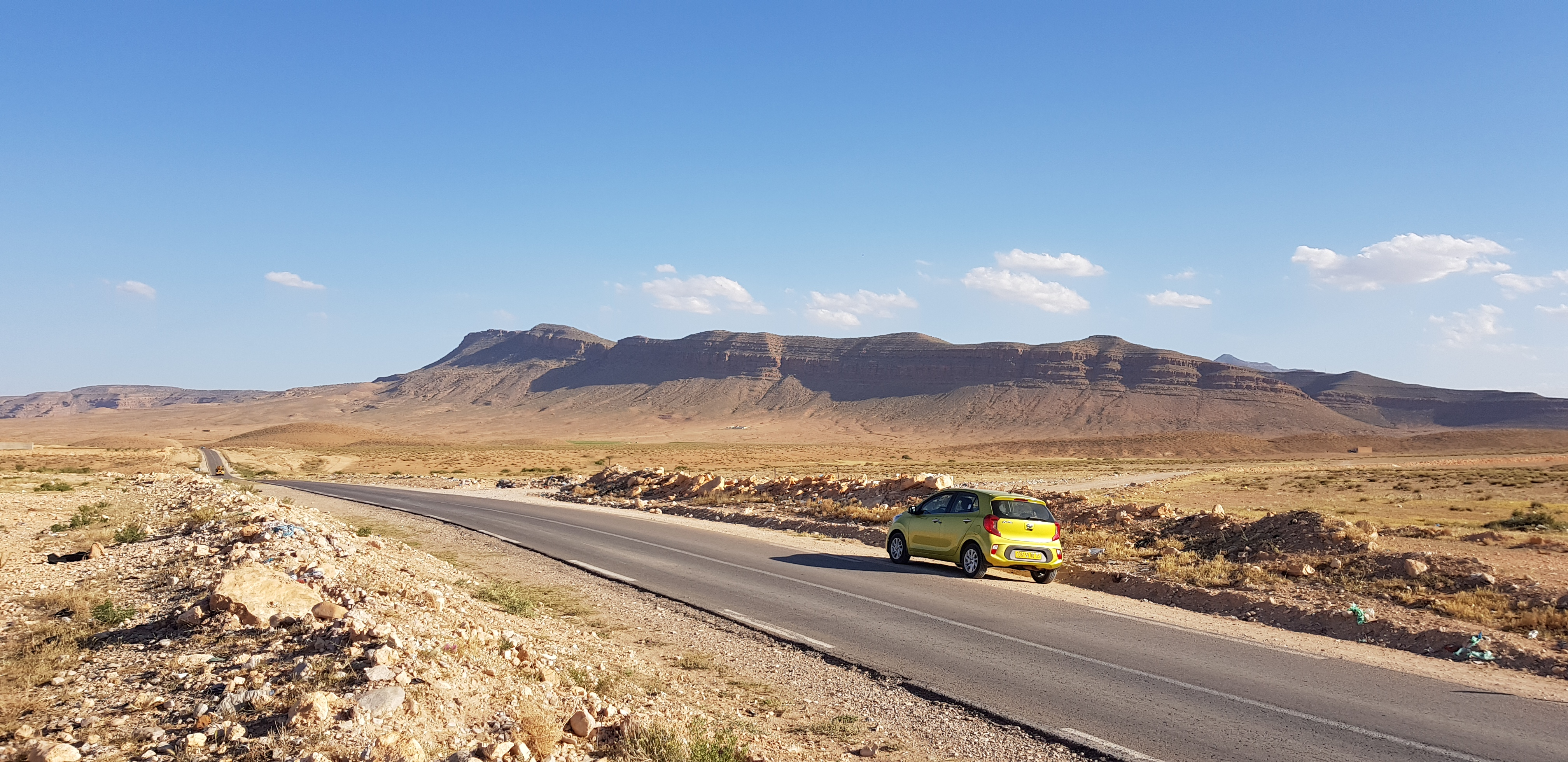
La route de Bou Saâda, à la « porte du désert ».

Bou Saâda dispose d'un aéroport situé à 15 km au nord de la ville. Cet aéroport n'est ouvert qu'au trafic national.
Par route on peut y venir d'Alger via la RN8 qui y prend fin, depuis M'Sila via la RN45, de Biskra et vers Djelfa via la RN46 et enfin la RN89 qui la traverse du nord-ouest au sud-ouest permet de rejoindre Messaad.

## Toponymie
Le nom de Bou-Sâada est composé de deux bases : la première base arabe « bou » diminutif de
« abou » signifiant « père de-ou-celui  », ou de manière plus simple : « un caractère surexprimé », et d'une deuxième base arabe Saada, signifiant « bonheur » ; le nom complet signifierait donc « le lieu du bonheur » ou « la cité du bonheur ».

## Histoire

### Préhistoire
Des gravures et dessins rupestres témoignent de la présence humaine aux temps préhistoriques : Gravures rupestres de la région de Bou Saâda.

### Antiquité
Durant la période numide, cette région était un bassin naturel consacré à la chasse, on y a retrouvé quelques ruines romaines de l'époque Numide.

### Moyen-Âge
Au XVe siècle , les pères fondateurs de la ville sont Slimane Ben Rabéa et Sidi Thameur Ben Ahmed El Fassi, un érudit de la région, versé dans les sciences religieuses. L'agglomération se constitue très tôt [Quand ?], auprès d'une palmeraie florissante arrosée par l'oued Boussaâda, comme étape du commerce caravanier et halte des nomades transhumants. La ville est un important centre commercial pour la laine et le mouton.

### Période ottomane (1516-1830)
La prospérité décline à  l'époque ottomane, en raison des multiples taxes annuelles imposées aux habitants. Dirigée par un cheikh, la ville est une forteresse divisée en plusieurs quartiers (hara) communautaires, ou la vie s'organise autour de placettes (rahba), de fontaines, de mosquées et d'écoles.

### Colonisation française
Le débarquement français au XIXe siècle, oblige les Zibans à s'organiser. Ils fondent la confédération des Zaatchas et mènent, en 1849, une insurrection contre les Français. Les troupes de Bou Saada furent dirigées par El Amri Ben Sheyheb, mort au combat. Il est enterré à Bou Saada, dans l'ancienne mosquée d'El Nekhla, construite en 1120 par Sidi Thameur, et dont El Amri Ben Sheyheb est un descendant.
À propos de l'assaut final des troupes françaises contre les Zaatchas, Alfred Nettement note dans son ouvrage 2 : « L’opiniâtreté de la défense (de Zaatcha) avait exaspéré les zouaves. Notre victoire fut déshonorée par les excès et les crimes […] Rien ne fut sacré, ni le sexe ni l’âge. Le sang, la poudre, la fureur du combat avaient produit cette terrible et homicide ivresse devant laquelle les droits sacrés de l’humanité, la sainte pitié et les notions de la morale n’existaient plus. Il y eut des enfants dont la tête fut broyée contre la muraille devant leurs mères ; des femmes qui subirent tous les outrages avant d’obtenir la mort qu’elles demandaient à grands cris comme une grâce. Les bulletins militaires insistèrent sur l’effet que produisit, dans toutes les oasis du désert, la nouvelle de la destruction de Zaatcha, bientôt répandue de proche en proche avec toute l’horreur de ces détails. […] » (ce journaliste n'était pas présent à cette bataille).

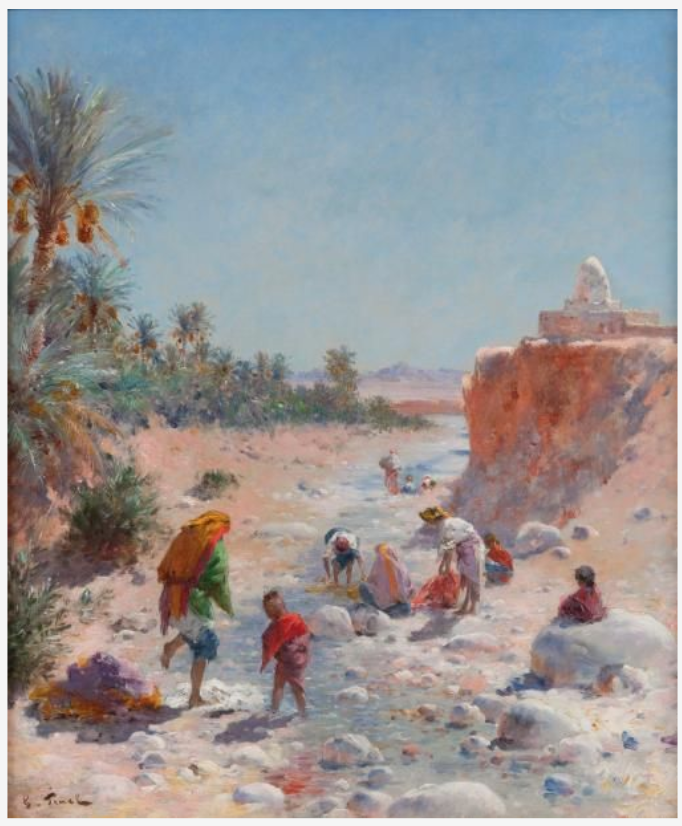
Gustave Nicolas Pinel : L'Oued de Bou Saâda, huile sur toile, Salon de 1896.

Le tissu social et l'espace urbain de la ville de Bousaada va connaitre une restructuration majeure à l'époque coloniale française dont l'armée va investir les lieux et s'installe dans la région à partir de 1849, avec l'arrivée des troupes du capitaine Pein qui y installent une garnison malgré la seconde résistance populaire commandée par cheikh Benchabira,
Dès leur arrivée, les Français installent, sous Napoléon III, des Bureaux Arabes (structures administratives mises en place par la France) dans toute la ville, comme dans toutes les villes d'Algérie, afin de mettre en place une administration locale pour la gestion des affaires indigènes entre autres l'institution de l'État civil pour les habitants de la région. Des familles ont vu ainsi leurs noms ancestraux ou tribaux disparaître et être remplacés par des noms imposés par l'administration.
Un quartier européen, « Le Plateau », se greffe au vieux ksar. Destiné à recevoir des colons, il a du mal à se peupler, et Bou Saâda est déclarée « impropre à la colonisation ».
La ville dispose d'une zaouïa à quelques kilomètres, la zaouïa d'El Hamel, fondée vers la fin de l'époque médiévale sous le royaume Berbère des Ath Abbas (ⴰⵜ ⵄⴰⴱⴱⴰⵙ) qui recouvrait la petite Kabylie (ⴱⴳⴰⵢⴻⵜ) et la totalité des Ouled Nail (ⵉⵏⴰⵢⵍⵉⵢⴻⵏ) tout en ayant une ramification plus à l'ouest à Ouled Sidi Cheikh.
Le tourisme occupe une place centrale dans l'économie locale à l'époque coloniale. On rattache à cette fin, en 1912 la commune mixte de Bou Saâda aux territoires civils du département d'Alger. Le succès touristique est assuré grâce à la beauté des paysages et sites naturels de la région, au vieux ksar, à la zaouïa Rahmaniya d'El Hamel, et à l'animation festive des danseuses Oulad Naïl du quartier réservé. La ville est célébrée par les voyageurs, les écrivains et les artistes européens, dont Étienne Dinet, et les guides touristiques vantent la ville de Boussaâda comme l'« enchanteresse », l'« envoûteuse ». La ville s'équipe d'une hôtellerie de qualité et Bou Sâda est consacrée dès 1930 comme « haut lieu du tourisme algérien ».
En 1945, la ville est frappée par une épidémie mortelle. Les frères Benlamri, (Makhloufi et El Amri), à cette époque détenteurs de la majeure partie des terres de la ville, financent l'achat de médicaments (des antidotes) afin de mettre fin à la mortalité croissante qui décimait la population locale, qui vivait d'ailleurs dans des conditions misérables[réf. nécessaire]. Une situation de 1945 engendrée par la grande famine de 1871[réf. nécessaire], lorsque les autorités coloniales françaises ont opéré les grands séquestres sur les terres appartenant aux Algériens à la suite de la révolte des Mokrani.

### Guerre d'Algérie
La Guerre d'Algérie divise la population de la ville entre les partisans du Front de libération nationale et les Messalistes, fidèles du vieux chef nationaliste Messali Hadj, représenté dans la région par Mohammed Bellounis, opposé aux exactions du FLN, un temps soutenu par l'armée française. Il est tué dans un accrochage avec l'armée française, vraisemblablement le 14 juillet 1958.

### Époque de l'Algérie indépendante
Après l'indépendance, une relance du tourisme fut tentée timidement dans les années 1970. Dans les années 1990, durant la guerre civile algérienne, les groupes armés brûlèrent le musée consacré à l'enfant chéri de Bou Saäda, le peintre Nasr Eddine Étienne Dinet.
L'État algérien a construit une prison et une base militaire à l'entrée de la ville. La ville possédait aussi un aéroport civil qui a été fermé et repris par l'Armée algérienne.

## Démographie
La majeure partie de la population appartient à la tribu des Ouled Nail. Bou Saâda, est la deuxième commune la plus peuplée de la wilaya de M'Sila après M'Sila, selon le recensement général de la population et de l'habitat de 2008, la population de la commune est évaluée à 125 573 habitants contre 104 029 en 1998 :
| 1954   | 1960   | 1966   | 1977   | 1987   | 1998    | 2008    |
| ------ | ------ | ------ | ------ | ------ | ------- | ------- |
| 11 661 | 21 059 | 24 451 | 50 104 | 66 688 | 104 029 | 125 573 |

- Agglomération Chef Lieu (ACL): 
1977 = 46 760 
1987 = 66 688
1998 = 99 766
2008 = 111 787
- Nouvelle ville Al Batin
 2008 = 9 872
- VSA Maadher
 2008 = 3 594
 1998 = 3 939

## Administration

### Gestion et administration locale
Le 9 mars 2020, le maire de la ville et son prédécesseur sont placés sous contrôle judiciaire, inculpés de plusieurs chefs d'accusation, dont « abus de pouvoir, dilapidation de deniers publics et trafic d'influence ».

## Économie
L'économie locale de Bou Saada est basée sur sa vocation touristique, essentiellement héritée de l'époque coloniale française.

## Vie quotidienne

### Sports

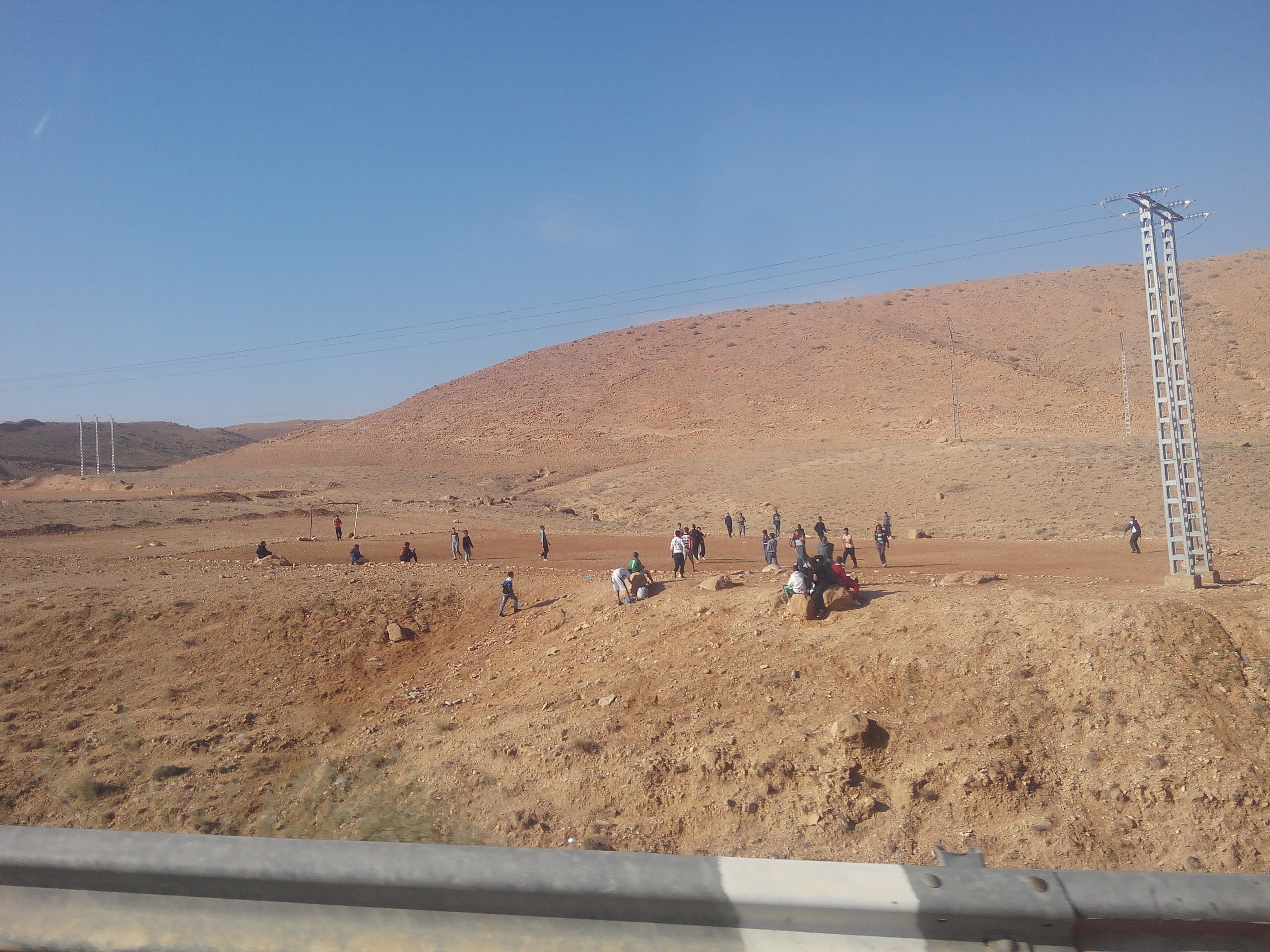
Enfants jouant au football sur le sable.

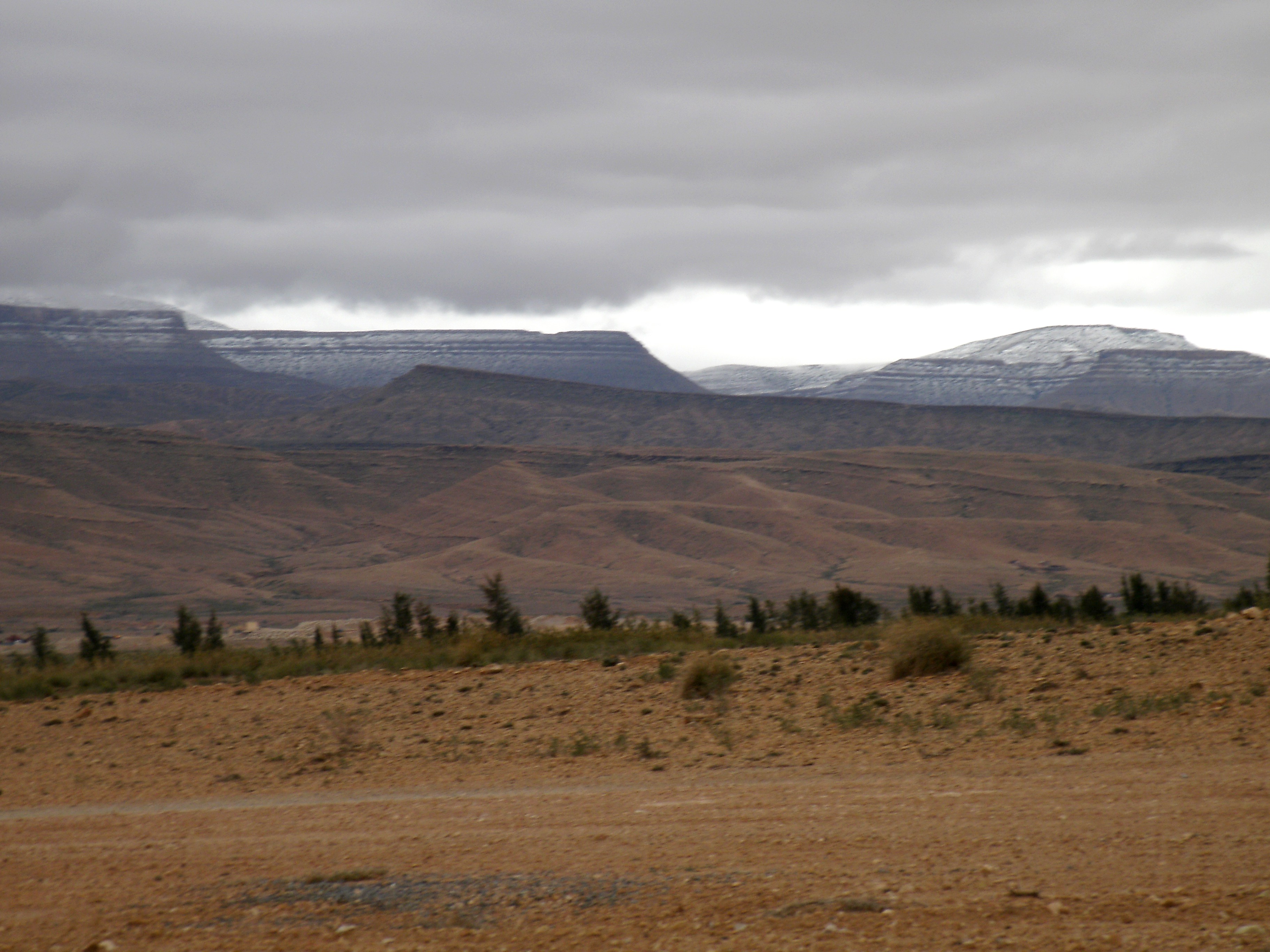
Paysage dans les environs de Bou Saada

La ville de Bou Saada compte un club de football : Amel Bou Saada et d'un stade de football d'une capacité de 5 000 places. L'équipe phare de la ville est le Amel Bou Saâda fondé en 1941.

## Patrimoine culturel

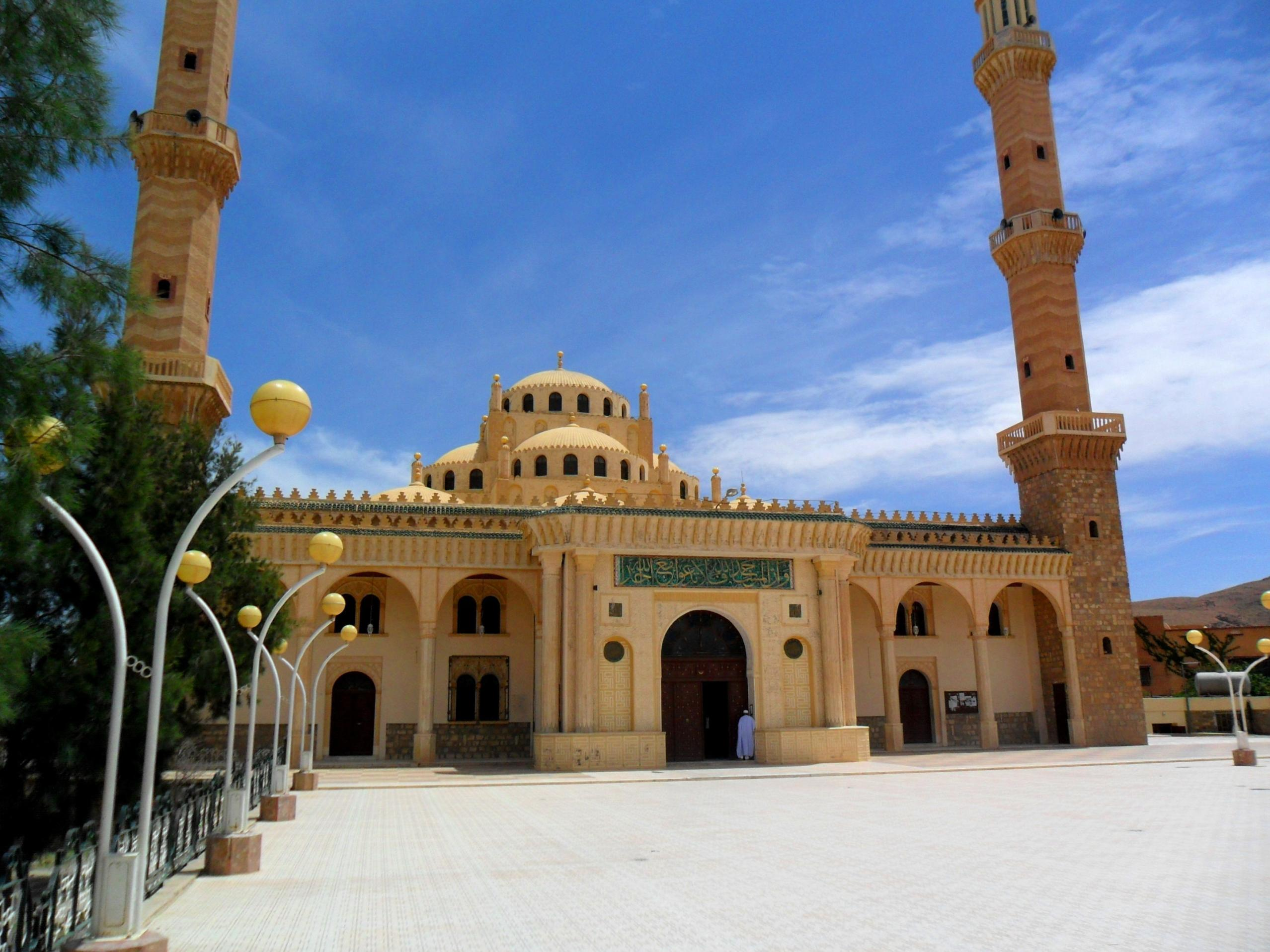
Mosquée Mohamed Bachir El Ibrahimi.

Bou-Saâda abrite plusieurs monuments et sites historiques : la vieille médina, le tombeau du peintre  Nasreddine Dinet, le vieux Ksar, le fort Cavaignac, le moulin Ferrero, le Souk de l'artisanat et la Zaouia d'El Hamel, des mausolées où reposent Mohammed Ben Belgacem, fondateur de la Zaouia Rahmaniya et sa fille Lalla Zineb qui dirigea la Zaouia au XIXe siècle.
Les scénes exterieurs du film "Samson and Delilah" Réalisation (1949)Cecil B. DeMille avec Hedy Lamarr et Victor Mature ont étè tournèes à Bou Saada.
C'est dans les environs de Bousaada, en 1966 que fut tourné le seul western jamais réalisé en Algérie, Trois pistolets contre César de Enzo Peri avec Moussa Haddad comme coréalisateur.

## Culture
La Robe Naili, blanche, faite de dentelles et ornée de bijoux arabo-berbères et du collier d'encens (A'amber), est portée dans toutes les régions Chaouis, jusqu'au Sud Tunisien (Tamezret, Tataouine).
L'artisanat de Bou Saada s'illustre notamment avec le couteau Bou Saadi, "Mouss Bou Saadi", (Mouss en berbère signifie couteau).
Les tatouages libyques (berbères) de la femme Nailia[réf. nécessaire].
La fantasia, ou Tafrawt (ⵜⴰⴼⵔⴰⵡⵜ) en Tamazight, est une démonstration de force militaire ancestrale d'origine Libyco-Numide (berbère). Elle est aussi appelée tburida, ou la'ab el barud dans certaines régions d'Afrique du nord.
La musique Naili, où la tritonique de la musique Chaoui est présente, comme dans toutes les musiques de l'Atlas Tellien, se distingue par des rythmes plus lents.
La danse Naili.
Les femmes mettent la Bou'wina pour sortir. Il s'agit d'un grand tissu blanc similaire au Hayek qui ne se porte pas avec un a'djer ; il se ferme jusqu'à laisser paraitre un seul œil, d'où le nom bou'wina, dérivé de l'arabe  moul Al Ayn/ (celui avec un seul œil).

## Gastronomie
Le plat traditionnel Bou Saadi est le Zviti. Il s'agit d'une salade qui se mange chaude, à base de galette qu'on appel Lakhses, de piments verts et/ou rouges, d'ail, de tomates parfumées à la coriandre fraîche et à l'huile d'olive. Les ingrédients de cette salade sont broyés dans un récipient traditionnel en bois appelé mahrez, qui est un pilon d'environ 50 centimètres de hauteur.
Le Zviti est, par tradition, un plat familial et convivial qui se mange dans ce même pilon. L'assemblée se dispose, assise sur de petits tabourets en bois, autour du plat posé sur le sol.
La Chekhchoukha est aussi un plat traditionnel Bousaadi, mets raffiné, très prisé fait à base de bouts de galettes souple, Msemen Chouat-ftat et de sauce à base de tomates et d'oignons. Elle peut se déguster avec ou sans viande.
La Mahdjouba est une galette fine et souple comme le Msemen mais farcie d'une préparation composée de tomates, d'ail, piments, graisse de mouton, coriandre fraîche et épices.
Le Bouhrour est une sorte de harissa liquide qui se mange chaude ou froide en accompagnement.

## Tableaux
- Etienne Dinet :  Prière sur une terrasse à Bou-Saada - Musée des Beaux-Arts de Narbonne[10]
- Émile Bernard : Bou Saâda (non daté)

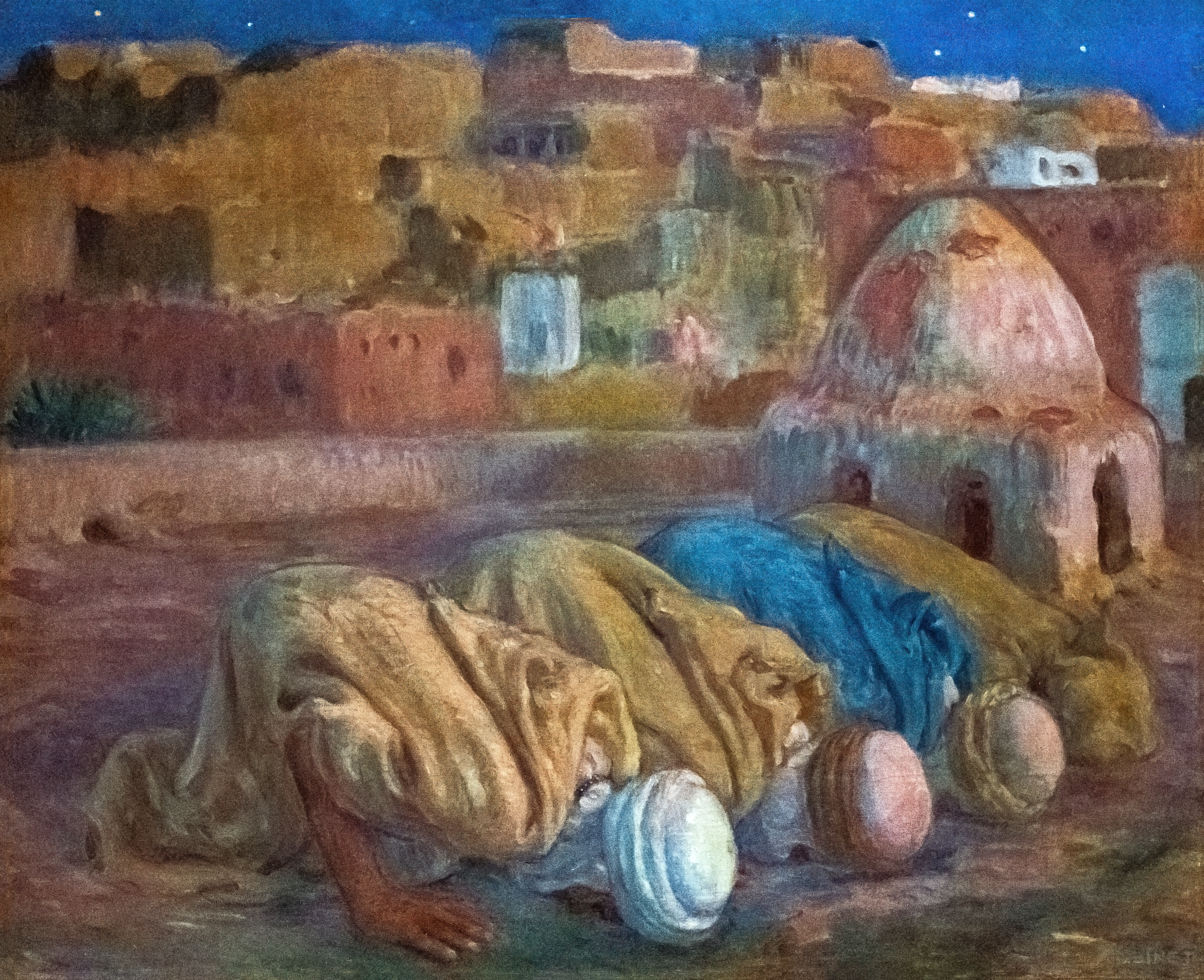
Prière sur une terrasse à Bou-Saada - Etienne Dinet - Musée des Beaux-Arts de Narbonne
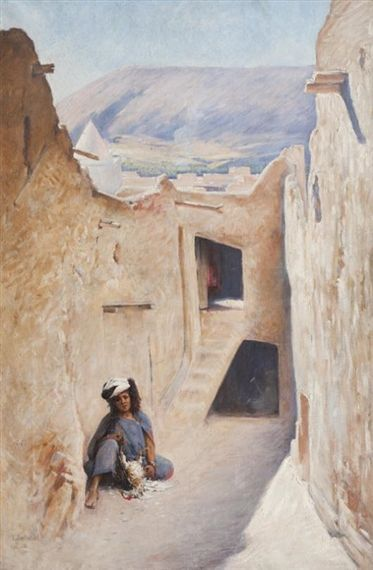
Émile Bernard : Bou Saâda (non daté)

## Personnalités liées à la commune
- Pascal Sebah (1823-1886), peintre, à qui l'on doit "Oulad Naïls de Bou-Saada"[11].
- Gustave Guillaumet (1840-1887), peintre à qui l'on doit les tableaux "Tisseuses de Bousaada"[12] et "Intérieur à Bou-Saâda"[13].
- Louis-Ernest Barrias (1841-1905), sculpteur, à qui l'on doit " La fileuse de Bou Saâda" également appelée "Jeune fille de Bou Saâda"[14].
- Étienne Nasr Eddine Dinet (1861-1929), peintre orientaliste. Parisien, tombé amoureux de la ville, il a décidé d'y finir sa vie, ce qui s'est accompagné de sa conversion à l'Islam. Il change son prénom Etienne pour Nasreddine, et voue tout le reste de sa vie à la spiritualité et à peindre la ville et ses gens. Certaines de ses peintures présentant trop de nudité ont été brûlées dans sa maison par des terroristes du FIS et du GIA durant la décennie noire Algérienne. Sa maison est aujourd'hui un musée à Bou Saada. Il est enterré à Bou Saada.
- Sliman ben Ibrahim (1870-1923), ami et compagnon de route de Dinet, avec qui il a collaboré dans la rédaction de plusieurs ouvrages sur l'islam et l'Algérie
- Maxime Noiré 1862-1927), peintre orientaliste, qui a vécu à Bou Saâda.
- Albert Gabriel Rigolot (1862-1932), peintre à qui l'on doit les tableaux "Route de Kardada à Bou-Sâada"[15] et "Les petites filles de Bou Saada "[16].
- Edouard Verschaffelt (1874-1955), peintre orientaliste, qui a vécu à Bou Saâda, et y est enterré.
- Charles Dufresne (1876-1936), peintre, à qui l'on doit l'aquarelle  Vue panoramique de Bou Saada[17].
- Isabelle Eberhardt (1877-1904), voyageuse, qui a vécu dans la ville.
- Henry Valensi (1883-1960), peintre, auteur de "Bou Saada"[18].
- Paul Elie Dubois (1886-1949), peintre, à qui l'on doit "Paysage de Bou-Saada (Les rochers de Bou-Saada)"[19].
- Georges-André Klein (1901-1992), peintre orientaliste du XXe siècle ayant séjourné à Bou Saâda.
- Leila Sebbar (1941-)
- Mohamed Kacimi (1955), écrivain, dramaturge, né à El Hamel, études à Bou Saada : L'Orient après l'Amour, Actes Sud, 2007.
- Karim Laghouag (1975-), cavalier et champion Olympique 2016 de concours complet, originaire de Bou Sâada
- Brahim Asloum (1979-), boxeur, dont les parents sont originaires de Bou Saâda.